# Auguste Bouchayer
Auguste Bouchayer (1874-1943) est un industriel et chercheur grenoblois du XXe siècle, qui fait progresser les technologies de la conduite forcée.

## Biographie
Son père, Joseph Bouchayer, industriel grenoblois, fondateur des Établissements Bouchayer-Viallet, a eu quatre fils, Aimé (1867-1928), Hippolyte (1872-1957), Auguste Bouchayer (1874-1943), Louis (1877-1902) et quatre filles. 
Ingénieur de l’École centrale, de la promo 1897, Auguste Bouchayer a fait ses débuts dans le groupe familial, comme chef d'usine, dans la technique de fabrication du fer électrolytique. Félix Viallet, l'autre fondateur, est marginalisé et l'entreprise de chaudronnerie passe bien vite entre les mains d'Aimé Bouchayer, le fils aîné. Le père décède en 1910. En 1906, il embauche un jeune diplômé de l'École des arts et métiers, Georges Ferrand, qui va jouer, durant une cinquantaine d’année, un rôle essentiel dans le domaine des conduites forcées. Son neveu Henri Bouchayer fut l'un des dirigeants de la Société des forces motrices de l'Arve.
Pour développer son expertise dans le domaine des technologies de la conduite forcée, la société créée lors de la Première Guerre mondiale, avec le soutien de gouvernement et en particulier d'un ami de la famille, Louis Loucheur, une filiale, la Société dauphinoise d’études et de montages (SDEM). 
Féru de recherche, Auguste Bouchayer a inventé le « brise-coup de bélier », ancêtre de la chambre d’équilibre, constitué par deux cônes placés sur la tuyauterie d'alimentation des presses. Entre le premier cône convergent, destiné à transformer la pression de l'eau en vitesse, et le second cône, l'invention permet d'éviter l'impact d'un coup de bélier sur la conduite, qui peut briser celle-ci. Il prend parti pour les conduites enterrées, en 1922, dans un mémoire présenté au Congrès scientifique international de Liège. Il obtient dans les années 1920, le titre de meilleur hydraulicien de France en raison de ses travaux sur les conduites forcées et joue un rôle de précurseur en matière de technique qui consiste à utiliser l’énergie des centrales thermiques produite en période creuse pour remonter l’eau du bassin aval des centrales hydro-électriques vers la réserve en amont. En juin 1940 son fils Michel, lieutenant de réserve d'artillerie, fut blessé sur le champ de bataille et s'éteignit le mois suivant.
Auguste Bouchayer est aussi un poète, un musicien et écrivain. Il est l’auteur d’un ouvrage sur « les Chartreux, maîtres de forges » et d’un autre sur la géologie du Drac, le fleuve qui borde sur l'ouest le massif de l'Oisans : "Détails pour Le Drac - Histoire d'un torrent".